# Ryūichi Sakamoto

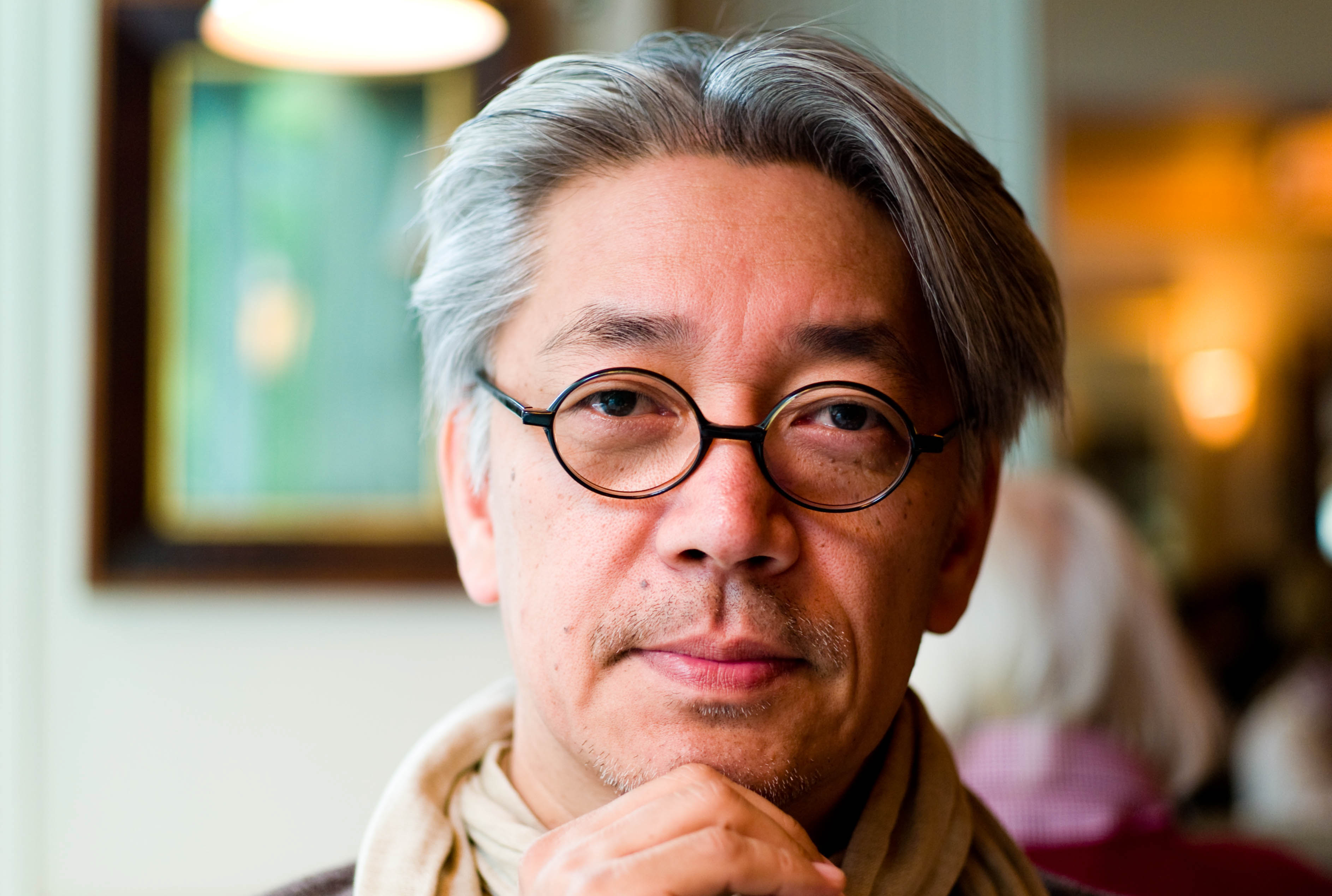
Ryūichi Sakamoto (2008)

Ryūichi Sakamoto (japanisch 坂本 龍一, Sakamoto Ryūichi; * 17. Januar 1952 in Nakano, Präfektur Tokio; † 28. März 2023 in Tokio) war ein japanischer Komponist, Pianist, Produzent und Schauspieler. Er bewegte sich in verschiedenen musikalischen Genres wie Jazz, Neo-Klassik oder (Avantgarde-)Pop und komponierte zahlreiche Filmmusiken.

## Leben
Seine musikalische Laufbahn begann Sakamoto als Jazz-Pianist. Bereits während seiner Schulzeit spielte er in diversen Jazzbands und studierte schließlich an der Tokyo National University of Fine Arts and Music mit den Schwerpunkten elektronische und ethnische Musik. In diesen Fächern wurde er auch graduiert. 1975 war er an Keizo Inoues Album Intimate beteiligt. Seine eigentliche Karriere begann in den späten 1970er-Jahren, namentlich mit seinem ersten Soloalbum 1000 Knives (1978), das eine Mischung aus Elektropop, Fusion Jazz, experimenteller Musik und Reggae enthielt. Ungefähr zur selben Zeit gründete er als Bandleader zusammen mit Haruomi Hosono und Yukihiro Takahashi die einflussreiche japanische Elektropop-Band Yellow Magic Orchestra, die in Asien ungefähr den Stellenwert von Kraftwerk in Europa hat. Mit dem Stück Computer Game hatte die Band im Jahr 1979 einen Top-20-Erfolg in den britischen Charts.
Im Laufe seiner Karriere arbeitete Sakamoto mit vielen anderen bedeutenden Künstlern wie Towa Tei (ex-Deee-Lite), Iggy Pop und David Sylvian (dessen Alben Brilliant Trees und Secrets of the Beehive er unter anderem produzierte) sowie David Byrne, mit dem er den Soundtrack zum Film Der letzte Kaiser aus dem Jahr 1987 aufnahm (die asiatisch anmutenden Titel stammen von Byrne, während die „europäisch-klassisch“ anmutenden Stücke von Sakamoto sind). Für diesen Soundtrack erhielt Sakamoto 1988 gemeinsam mit Byrne einen Oscar. Außerdem komponierte er die Filmmusik zum Film Furyo – Merry Christmas, Mr. Lawrence (1983), in dem er an der Seite von David Bowie auch eine Hauptrolle spielte. Das von David Sylvian gesungene Titelstück Forbidden Colours wurde ein Hit, während der Soundtrack selbst in Großbritannien mit Silber ausgezeichnet wurde. Der Soundtrack für den Film Himmel über der Wüste, den Sakamoto gemeinsam mit Richard Horowitz geschrieben hatte, wurde bei den Golden Globe Awards 1991 als Beste Filmmusik ausgezeichnet. Im Jahr 1993 trat er im Musikvideo zu Madonnas Single Rain auf.
Ab dem Jahr 2002 spielte Sakamoto mehrere Alben gemeinsam mit dem Chemnitzer Musiker Carsten Nicolai („alva noto“) für dessen Label Raster-Noton ein; das Duo tourte weltweit. 2005 komponierte Sakamoto für den finnischen Mobiltelefonhersteller Nokia einige Klingel- und Signaltöne für dessen Handymodell 8800.
Ende Juni 2014 wurde bei ihm Kehlkopfkrebs diagnostiziert, woraufhin er alle aktuellen Projekte abbrechen musste. 2015 vermeldete er, in guter Verfassung zu sein und darüber nachzudenken, seine Arbeit wieder aufzunehmen. Gemeinsam mit alva noto komponierte er den Soundtrack zum Film The Revenant – Der Rückkehrer, der im Dezember 2015 mit zusätzlicher Musik von Bryce Dessner veröffentlicht wurde.
Der Regisseur Stephen Nomura Schible hat Sakamoto fünf Jahre lang mit der Kamera begleitet und das Filmportrait Ryuichi Sakamoto: Coda über dessen Suche nach neuen musikalischen Impulsen produziert.
2018 wurde er in die Wettbewerbsjury der 68. Internationalen Filmfestspiele Berlin berufen.
2023 veröffentlichte er das Album 12 mit Kompositionen und musikalischen Skizzen aus den Jahren 2021–2022, die seinen Gesundheitszustand in dieser Zeitspanne beschreiben. Sakamoto erlag am 28. März 2023 im Alter von 71 Jahren seinem Krebsleiden, was seine Familie am 2. April 2023 über den offiziellen Twitter-Account von Sakamoto bekanntmachte.

## Gesellschaftliches Engagement
Sakamoto war einer der prominenten Unterstützer der Kampagne Sayōnara Genpatsu Senmannin Akushon („Tschüss Atomkraft – 10.000.000-Menschen-Aktion“), die nach der Nuklearkatastrophe von Fukushima zu Demonstrationen und einer Unterschriftensammlung für einen Atomausstieg Japans aufrief.
Bereits im Juli 2011 beteiligte Sakamoto sich am Essayband Datsugenpatsu-shakai wo tsukuru 30nin no teigen („Dreißig Argumentationen für eine atomfreie Gesellschaft“), der von einigen japanischen Schriftstellern, darunter Ikezawa Natsuki, herausgegeben wurde. Darin kritisiert Sakamoto die Verstrickung staatlicher und politischer Stellen mit Medien- und Wissenschaftsbetrieben, was er mit dem Begriff des den-kan-sei-gaku-hô-„Pentagon“ (電官政学報の「ペンタゴン」) bezeichnete.
Im Jahr 2012 veranstaltete Sakamoto ein Benefizkonzert für die Opfer der Dreifach-Katastrophe, dessen Einnahmen an die „Tschüss-Atomkraft“-Kampagne gingen. Bei dem auch im Fernsehen und in seiner eigenen Radioshow übertragenen Konzert traten neben japanischen Künstlern wie Asian Kung-Fu Generation auch die deutsche Band Kraftwerk auf. Japanische Künstler, die die Nutzung von Atomkraft und die staatliche Energiepolitik kritisch sehen, vermeiden es vielfach, ihre Einstellung öffentlich zum Ausdruck zu bringen, sei es aus Befürchtung vor Repressionen oder Imageverlust (wie es der Schauspieler und Anti-Atomkraftaktivist Yamamoto Tarō berichtete) oder aus anderen persönlichen Gründen. In diesem Zusammenhang wurde darauf hingewiesen, dass Sakamoto durch seine seit Jahrzehnten etablierte Position als internationaler Musikstar und seinen doppelten Wohnsitz in New York und Japan über einen größeren ideellen und monetären Spielraum für großformatige öffentliche Anti-Atomkraft-Aktionen verfügte.
Im August 2015 beteiligte sich Sakamoto zudem an Protesten gegen die Einführung eines neuen Sicherheitsgesetzes zur kollektiven Selbstverteidigung Japans durch Premierminister Shinzō Abe, das von Beginn an als verfassungsverletzend kritisiert wurde, seit 2016 aber implementiert ist. Sakamoto unterstützte mit seiner Rede auf der Demonstration die studentische Initiative „Students Emergency Action for Liberal Democracy“ (SEALDs) und deren Gründer Okuda Aki.

## Diskografie

### Studioalben
| Jahr | Titel                | Höchstplatzierung, Gesamtwochen, AuszeichnungChartplatzierungen (Jahr, Titel, Platzierungen, Wochen, Auszeichnungen, Anmerkungen) | Höchstplatzierung, Gesamtwochen, AuszeichnungChartplatzierungen (Jahr, Titel, Platzierungen, Wochen, Auszeichnungen, Anmerkungen) | Höchstplatzierung, Gesamtwochen, AuszeichnungChartplatzierungen (Jahr, Titel, Platzierungen, Wochen, Auszeichnungen, Anmerkungen) | Anmerkungen                                                           |
| Jahr | Titel                | JP | DE | CH | Anmerkungen                                                           |
| ---- | -------------------- | --- | --- | --- | --------------------------------------------------------------------- |
| 1978 | Thousand Knives      | — | — | — | Erstveröffentlichung: 25. Oktober 1978                                |
| 1980 | B-2 Unit             | — | — | — | Erstveröffentlichung: 21. September 1980                              |
| 1981 | Left-Handed Dream    | — | — | — | Erstveröffentlichung: 5. Oktober 1981                                 |
| 1984 | Ongaku Zukan         | — | — | — | Erstveröffentlichung: 24. Oktober 1984                                |
| 1985 | Esperanto            | — | — | — | Erstveröffentlichung: 5. Oktober 1985                                 |
| 1986 | Futurista            | — | — | — | Erstveröffentlichung: 21. April 1986                                  |
| 1987 | Neo Geo              | JP39 (2 Wo.)JP | — | — | Erstveröffentlichung: 1. Juli 1987                                    |
| 1989 | Gruppo Musicale      | JP15 (8 Wo.)JP | — | — | Erstveröffentlichung: 22. September 1989                              |
| 1989 | Beauty               | JP14 (9 Wo.)JP | — | — | Erstveröffentlichung: 21. November 1989                               |
| 1991 | Heartbeat            | JP6 (6 Wo.)JP | — | — | Erstveröffentlichung: 21. Oktober 1991                                |
| 1993 | Gruppo Musicale II   | — | — | — | Erstveröffentlichung: 21. Juni 1993                                   |
| 1994 | Sweet Revenge        | JP7 (7 Wo.)JP | — | — | Erstveröffentlichung: 17. Juni 1994                                   |
| 1995 | Smoochy              | JP18 (5 Wo.)JP | — | — | Erstveröffentlichung: 20. Oktober 1995                                |
| 1996 | 1996                 | JP10 Gold · (10 Wo.)JP | — | — | Erstveröffentlichung: 17. Mai 1996                                    |
| 1997 | Discord              | JP28 (4 Wo.)JP | — | — | Erstveröffentlichung: 2. Juli 1997                                    |
| 1998 | BTTB                 | JP26 (5 Wo.)JP | — | — | Erstveröffentlichung: 30. November 1998                               |
| 2002 | Comica               | — | — | — | Erstveröffentlichung: 27. Februar 2002                                |
| 2002 | Elephantism          | JP50 (1 Wo.)JP | — | — | Erstveröffentlichung: 15. Mai 2002                                    |
| 2004 | Chasm                | JP19 (11 Wo.)JP | — | — | Erstveröffentlichung: 25. Februar 2004                                |
| 2009 | Out of Noise         | JP16 (14 Wo.)JP | — | — | Erstveröffentlichung: 4. März 2009                                    |
| 2012 | Three                | JP37 (6 Wo.)JP | — | — | Erstveröffentlichung: 17. Oktober 2012                                |
| 2017 | Async                | JP20 (18 Wo.)JP | — | — | Erstveröffentlichung: 29. März 2017                                   |
| 2017 | Async – Remodels     | JP121 (1 Wo.)JP | — | — | Erstveröffentlichung: 13. Dezember 2017                               |
| 2022 | To the Moon and Back | JP43 (8 Wo.)JP | — | — | Erstveröffentlichung: 30. November 2022                               |
| 2023 | 12                   | JP2 (36 Wo.)JP | DE21 (1 Wo.)DE | CH41 (1 Wo.)CH | Erstveröffentlichung: 17. Januar 2023 (Japan), 23. Juni 2023 (Europa) |

grau schraffiert: keine Chartdaten aus diesem Jahr verfügbar

### Livealben
| Jahr | Titel                                                               | Höchstplatzierung, Gesamtwochen, AuszeichnungChartsChartplatzierungen (Jahr, Titel, Platzierungen, Wochen, Auszeichnungen, Anmerkungen) | Anmerkungen                                                      |
| Jahr | Titel                                                               | JP | Anmerkungen                                                      |
| ---- | ------------------------------------------------------------------- | --- | ---------------------------------------------------------------- |
| 1986 | Media Bahn Live                                                     | — | Erstveröffentlichung: 21. September 1986                         |
| 1988 | Playing the Orchestra                                               | JP33 (5 Wo.)JP | Erstveröffentlichung: 16. Dezember 1988, erstmals 1989 platziert |
| 1999 | Cinemage                                                            | — | Erstveröffentlichung: 1999                                       |
| 2000 | Audio Life                                                          | — | Erstveröffentlichung: 23. Februar 2000                           |
| 2001 | In The Lobby: At G.E.H. in London                                   | — | Erstveröffentlichung: 22. März 2001                              |
| 2009 | Playing the Piano                                                   | JP41 (6 Wo.)JP | Erstveröffentlichung: 23. September 2009                         |
| 2011 | Playing the Piano USA 2010 / Korea 2011 – UStream Viewers Selection | — | Erstveröffentlichung: 14. Dezember 2011                          |
| 2013 | Playing the Orchestra 2013                                          | JP103 (1 Wo.)JP | Erstveröffentlichung: 11. Dezember 2013                          |
| 2015 | The Best of ‘Playing the Orchestra 2014’                            | JP32 (3 Wo.)JP | Erstveröffentlichung: 25. März 2015                              |
| 2021 | Playing the Piano 12122020                                          | JP11 (53 Wo.)JP | Erstveröffentlichung: 12. Dezember 2021                          |
| 2021 | Garden Of Shadows And Light                                         | — | Erstveröffentlichung: 9. Juli 2021 mit David Toop                |

grau schraffiert: keine Chartdaten aus diesem Jahr verfügbar

### Kompilationen
| Jahr | Titel                                 | Höchstplatzierung, Gesamtwochen, AuszeichnungChartsChartplatzierungen (Jahr, Titel, Platzierungen, Wochen, Auszeichnungen, Anmerkungen) | Anmerkungen                                    |
| Jahr | Titel                                 | JP | Anmerkungen                                    |
| ---- | ------------------------------------- | --- | ---------------------------------------------- |
| 1978 | Tokyo Joe                             | — | Erstveröffentlichung: 1978 mit Kazumi Watanabe |
| 1983 | Coda                                  | — | Erstveröffentlichung: 10. Dezember 1983        |
| 1994 | Soundbytes                            | — | Erstveröffentlichung: 17. Mai 1994             |
| 2002 | Ryuichi Sakamoto Best Film Music "UF" | JP14 Gold · (25 Wo.)JP | Erstveröffentlichung: 23. Oktober 2002         |
| 2002 | Works I – CM                          | — | Erstveröffentlichung: 20. November 2002        |
| 2003 | Moto.tronic                           | — | Erstveröffentlichung: 11. November 2003        |
| 2004 | /04                                   | JP20 (11 Wo.)JP | Erstveröffentlichung: 24. November 2004        |
| 2005 | /05                                   | JP28 (10 Wo.)JP | Erstveröffentlichung: 28. September 2005       |
| 2006 | Bricolages                            | JP81 (3 Wo.)JP | Erstveröffentlichung: 24. Mai 2006             |
| 2015 | Year Book 2005–2014                   | JP46 (2 Wo.)JP | Erstveröffentlichung: 17. Januar 2015          |
| 2016 | Year Book 1971–1979                   | JP77 (2 Wo.)JP | Erstveröffentlichung: 17. Januar 2016          |
| 2017 | Year Book 1980–1984                   | JP52 (2 Wo.)JP | Erstveröffentlichung: 29. März 2017            |
| 2018 | Year Book 1985–1989                   | JP75 (1 Wo.)JP | Erstveröffentlichung: 18. Februar 2018         |
| 2024 | Opus                                  | JP9 (9 Wo.)JP | Erstveröffentlichung: 11. Dezember 2024        |
| 2024 | /04 /05                               | JP41 (5 Wo.)JP | Erstveröffentlichung: 18. Dezember 2024        |

grau schraffiert: keine Chartdaten aus diesem Jahr verfügbar

### EPs
| Jahr | Titel                                      | Höchstplatzierung, Gesamtwochen, AuszeichnungChartsChartplatzierungen (Jahr, Titel, Platzierungen, Wochen, Auszeichnungen, Anmerkungen) | Anmerkungen                           |
| Jahr | Titel                                      | JP | Anmerkungen                           |
| ---- | ------------------------------------------ | --- | ------------------------------------- |
| 1997 | Music for Yohji Yamamoto: Collection, 1995 | — | Erstveröffentlichung: 29. Januar 1997 |
| 2001 | Zero Landmine                              | — | Erstveröffentlichung: 25. April 2001  |

### Singles
| Jahr | Titel Album                              | Höchstplatzierung, Gesamtwochen, AuszeichnungChartsChartplatzierungen (Jahr, Titel, Album, Platzierungen, Wochen, Auszeichnungen, Anmerkungen) | Anmerkungen                                                            |
| Jahr | Titel Album                              | JP | Anmerkungen                                                            |
| ---- | ---------------------------------------- | --- | ---------------------------------------------------------------------- |
| 1990 | ユー・ドゥ・ミー You Do Me –             | JP47 (4 Wo.)JP | Erstveröffentlichung: 21. Februar 1990                                 |
| 1991 | サヨナラ Goodbye –                       | — | Erstveröffentlichung: 21. Oktober 1991                                 |
| 1994 | 二人の果て The End of Two –              | JP50 (2 Wo.)JP | Erstveröffentlichung: 18. November 1994                                |
| 1996 | 08/21/1996 –                             | — | Erstveröffentlichung: 21. August 1996                                  |
| 1997 | The Other Side of Love –                 | JP6 Platin · (18 Wo.)JP | Erstveröffentlichung: 29. Januar 1997                                  |
| 1997 | 砂の果実 –                               | JP— GoldJP | Erstveröffentlichung: 21. März 1997 Miki Nakatani mit Ryuichi Sakamoto |
| 1999 | energy flow (『ウラBTTB』) –             | JP1 ×3Dreifachplatin · (35 Wo.)JP | Erstveröffentlichung: 26. Mai 1999                                     |
| 2000 | Lost Child –                             | JP29 (3 Wo.)JP | Erstveröffentlichung: 17. Mai 2000                                     |
| 2002 | 変革の世紀 A Century of Transformation – | — | Erstveröffentlichung: 15. Mai 2002                                     |
| 2002 | 桜のころ Cherry Blossom Days –           | JP37 (2 Wo.)JP | Erstveröffentlichung: 12. Juni 2002                                    |
| 2004 | Undercooled –                            | JP49 (7 Wo.)JP | Erstveröffentlichung: 21. Januar 2004                                  |
| 2005 | Merry Christmas Mr. Lawrence –           | JP— Gold (Digital)JP | Erstveröffentlichung: 1. September 2005                                |
| 2008 | Koko –                                   | JP43 (5 Wo.)JP | Erstveröffentlichung: 19. März 2008                                    |
| 2009 | Nord –                                   | JP162 (1 Wo.)JP | Erstveröffentlichung: 15. April 2009                                   |

### Videoalben
| Jahr | Titel                                 | Höchstplatzierung, Gesamtwochen, AuszeichnungChartsChartplatzierungen (Jahr, Titel, Platzierungen, Wochen, Auszeichnungen, Anmerkungen) | Anmerkungen                             |
| Jahr | Titel                                 | JP | Anmerkungen                             |
| ---- | ------------------------------------- | --- | --------------------------------------- |
| 1985 | TV War                                | — | Erstveröffentlichung: 1985 Radical TV   |
| 1986 | Adelic Penguins                       | — | Erstveröffentlichung: 1986              |
| 2006 | Insen Live                            | — | Erstveröffentlichung: Oktober 2006      |
| 2008 | Life – Fluid, Invisible, Inaudible... | — | Erstveröffentlichung: 28. Mai 2008      |
| 2015 | Playing the Orchestra 2014            | — | Erstveröffentlichung: 25. März 2015     |
| 2015 | Trio Tour 2012 Japan                  | — | Erstveröffentlichung: 9. Dezember 2015  |
| 2024 | Ryuichi Sakamoto – Opus               | JP15 (5 Wo.)JP | Erstveröffentlichung: 11. Dezember 2024 |

grau schraffiert: keine Chartdaten aus diesem Jahr verfügbar

## Filmografie (Auswahl)
Komponist
- 1983: Furyo – Merry Christmas, Mr. Lawrence (Merry Christmas, Mr. Lawrence, UK: Silber)[19]
- 1986: Adelic Penguins (Kurzfilm)
- 1986: Miez und Mops – Zwei tierische Freunde (Koneko Monogatari)
- 1987: Königliche Weltraumarmee: Die Flügel von Honneamise (Wings of Honneamise)
- 1987: Der letzte Kaiser (The Last Emperor)
- 1990: Die Geschichte der Dienerin (The Handmaid’s Tale)
- 1990: Himmel über der Wüste (The Sheltering Sky)
- 1991: High Heels (Tacones lejanos)
- 1992: Tokio Dekadenz (Topāzu)
- 1992: Stürmische Leidenschaft (Emily Brontë's Wuthering Heights)
- 1993: Wild Palms (Miniserie, 5 Episoden)
- 1993: Little Buddha
- 1995: Wild Side
- 1998: Love Is the Devil: Study for a Portrait of Francis Bacon
- 1998: Spiel auf Zeit (Snake Eyes)
- 1999: Tabu (Gohatto)
- 2002: Femme Fatale
- 2003: Los rubios (Dokumentarfilm)
- 2003: Life Is Journey
- 2004: Appleseed (アップルシ－ド)
- 2004: Tony Takitani
- 2007: Seide (Silk)
- 2009: Women Without Men (Zanan bedun-e mardan)
- 2011: Hara-Kiri – Tod eines Samurai (一命)
- 2015: The Revenant – Der Rückkehrer (The Revenant)
- 2016: Any Other Normal
- 2017: The Fortress (Namhansanseong)
- 2019: The Staggering Girl (Kurzfilm)
- 2019: Black Mirror (Fernsehserie, Episode Smithereens)
- 2019: Paradise Next
- 2019: Proxima – Die Astronautin (Proxima)
- 2020: Minamata
- 2021: After Yang
- 2021: Beckett
- 2021: Moskau 1941 – Stimmen am Abgrund (Dokumentarfilm)
- 2022: Exception (Fernsehserie, 8 Episoden)
- 2023: Stalingrad – Stimmen aus Ruinen (Dokumentarfilm)
- 2023: Die Unschuld (Monster, 怪物 Kaibutsu)
- 2024: Ryuichi Sakamoto | Opus (produziert 2023, posthum veröffentlicht) 20 kuratierte Stücke, von ihm selbst im Studio eingespielt und filmisch dokumentiert.

Schauspieler
- 1983: Furyo – Merry Christmas, Mr. Lawrence (Merry Christmas, Mr. Lawrence)
- 1986: Adelic Penguins (Kurzfilm)
- 1987: Der letzte Kaiser (The Last Emperor)
- 1993: Madonna – Rain (Musikvideo)
- 1998: New Rose Hotel
- 2012: Rich Man, Poor Woman (Fernsehserie, 1 Episode)

## Hörspiele in Deutschland
Sprecher:
- 2007: Kai Grehn, Carsten Nicolai: Messages for 2099. Utopia I: Generationenvertrag. Live aus der Deutschen Bibliothek Frankfurt am Main – Regie: Kai Grehn (Original-Hörspiel, Originaltonhörspiel, Collage – HR/Deutschlandradio)

Komponist:
- 2011: Kobo Abe: Die Frau in den Dünen – Bearbeitung und Regie: Kai Grehn (Hörspielbearbeitung – NDR)